# العلاقات الأوكرانية الروسية
بدأت رسميًا العلاقات الثنائية الحديثة بين روسيا وأوكرانيا خلال الحرب العالمية الأولى في الحين الذي كانت به الإمبراطورية الروسية السابقة تخوض فترة إصلاحها السياسي. في العام 1920، تغيرت العلاقات الثنائية بين البلدين بسبب احتلال الجيش الأحمر الروسي لأوكرانيا. في تسعينيات القرن العشرين، أُعيد إحياء العلاقات الثنائية بين روسيا وأوكرانيا فور حل الاتحاد السوفييتي، الذي كانت روسيا السوفيتية وأوكرانيا السوفيتية جمهوريتين مؤسستين فيه. انهارت العلاقات بين البلدين منذ الثورة الأوكرانية عام 2014، تلا ذلك ضم روسيا لشبه جزيرة القرم الأوكرانية، ودعم روسيا المقاتلين الانفصاليين من جمهورية دونيتسك الشعبية وجمهورية لوهانسك الشعبية في حرب أودت بحياة أكثر من 13000 شخص بحلول أوائل العام 2020، وفُرض بسببها العقوبات الغربية على روسيا.

## التاريخ
تطورت العلاقات بين الدولتين في روسيا وأوكرانيا على أساس رسمي منذ القرن السابع عشر (راجع معاهدة بيرياسلاف بين موسكو وقوزاق بوهدان خميلنيتسكي في العام 1654)، لكن توقفت العلاقات على المستوى الدولة عندما فرّغت كاترين الثانية استقلال هتمانات القوزاق في عام 1764 من محتواه. عادت العلاقات بين البلدين مرة أخرى لفترة قصيرة بعد الثورة البلشفية في العام 1917.
في العام 1920، اجتاحت القوات الروسية السوفيتية أوكرانيا وتحولت العلاقات بين الدولتين من الدولية إلى الداخلية ضمن الاتحاد السوفياتي الذي تأسس في العام 1922. بعد حل الاتحاد السوفياتي في العام 1991، مرّ طابع العلاقة بين أوكرانيا وروسيا بفترات من العلاقات الطيبة، والتوترات، والعداء الصريح من روسيا.
قبل احتجاجات الميدان الأوروبي )2013-2014) وتحت حكم رئيس أوكرانيا فيكتور يانوكوفيتش (في السلطة من فبراير 2010 حتى عزله في 22 فبراير  2014)، كانت العلاقات بين البلدين ذات طابع تعاوني، بوجود اتفاقيات تجارية مختلفة.
في 1 مارس 2014، صوت مجلس الاتحاد في الجمعية الاتحادية الروسية بالإجماع  على السماح للرئيس الروسي بإعطاء أمر دخول القوات المسلحة الروسية إلى أراضي أوكرانيا. في 3 مارس 2014، عرض فيتالي تشوركين الممثل الروسي لدى الأمم المتحدة رسالة موقعة من الرئيس الأوكراني السابق يانوكوفيتش في 1 مارس 2014 وموجهة إلى رئيس الاتحاد الروسي فلاديمير بوتين يطلب منه فيها دخول القوات المسلحة الروسية إلى أراضي أوكرانيا.
خلال أزمة القرم في فبراير ومارس 2014، فقدت أوكرانيا سلطتها على مبانيها الحكومية ومطاراتها وقواعدها العسكرية في شبه جزيرة القرم لصالح جنود مجهولي الولاء وميليشيات محلية موالية لروسيا. بدأ هذا في 27 فبراير عندما سيطر مسلحون مجهولون على مبنى برلمان القرم. وفي نفس اليوم  استبدل برلمان القرم الحكومة المحلية بأخرى أرادت توحيد القرم مع روسيا. في 14 مارس 2014، نظمت هذه الحكومة استفتاء القرم 2014، إذ صوت الناخبون بأغلبية ساحقة للانضمام إلى روسيا. في 17 مارس 2014، أعلنت شبه جزيرة القرم استقلالها. في 18 مارس 2014، أُبرمت معاهدة في موسكو بشأن ضمّ شبه جزيرة القرم وسيفاستوبول إلى روسيا. في غضون خمسة أيام جرى بشكل مستعجل في البرلمان الروسي إقرار «القانون الدستوري لقبول جمهورية القرم في الاتحاد الروسي وتأسيس الكيانات التأسيسية الجديدة جمهورية القرم داخل الاتحاد الروسي ومدينة سيفاستوبول ذات الأهمية الفيدرالية»، ووقع عليه الرئيس الروسي ودخل حيز التنفيذ. في 19 مارس 2014، انسحبت جميع القوات المسلحة الأوكرانية من شبه جزيرة القرم. في 17 أبريل 2014،  صرّح الرئيس بوتين أن الجيش الروسي دعم الميليشيات الانفصالية في القرم، مشيرًا إلى أن تدخل روسيا كان ضروريًا «لضمان الظروف المناسبة لشعب شبه جزيرة القرم ليتمكن من التعبير عن إرادته بحرية».
طوال شهري مارس وأبريل 2014،  نشر الموالون لروسيا الاضطرابات في أرجاء أوكرانيا، حيث أعلنت الجماعات الموالية لروسيا «الجمهوريات الشعبية» في ولايتي دونيتسك ولوهانسك، اعتبارًا من عام 2017 كونهما قبعتا بشكل جزئي خارج سيطرة الحكومة الأوكرانية. ورداً على ذلك، رفعت أوكرانيا عدة دعاوى قضائية دولية ضد روسيا، وعلقت جميع أنواع التعاون العسكري والصادرات العسكرية. فرضت العديد من البلدان والمنظمات الدولية عقوبات على الاتحاد الروسي وضد المواطنين الأوكرانيين المتورطين والمسؤولين عن التصعيد.
بدأت الاشتباكات العسكرية بين المتمردين الموالين لروسيا (المدعومة من الجيش الروسي) والقوات المسلحة الأوكرانية في شرق أوكرانيا في أبريل 2014. في 5 سبتمبر 2014،  وقعت الحكومة الأوكرانية وممثلو جمهورية دونيتسك الشعبية وجمهورية لوهانسك الشعبية هدنة مؤقتة (وقف إطلاق النار - الاتفاقية). انهار وقف إطلاق النار بتجدد القتال المكثف في يناير 2015. وقد دخلت اتفاقية وقف إطلاق نار جديدة حيز التنفيذ منذ منتصف فبراير 2015،  لكنها فشلت أيضًا في وقف القتال. في يناير 2018، أصدر البرلمان الأوكراني قانونًا يحدد المناطق التي استولت عليها جمهورية دونيتسك الشعبية وجمهورية لوهانسك الشعبية على أنها «محتلة مؤقتًا من قبل روسيا»، ووصف القانون روسيا بأنها دولة «معتدية». اتهم الناتو وأوكرانيا روسيا بالمشاركة في عمليات عسكرية مباشرة لدعم جمهورية دونيتسك الشعبية وجمهورية لوهانسك الشعبية. إلا أن روسيا نفت ذلك، ولكن في ديسمبر 2015 اعترف رئيس الاتحاد الروسي فلاديمير بوتين بأن ضباط المخابرات العسكرية الروسية كانوا يعملون في أوكرانيا، مصرًا على أنهم لا يندرجون ضمن القوات النظامية. واعترفت روسيا بأن «المتطوعين» الروس يساعدون الجمهوريين الانفصاليين.
في 10 فبراير 2015، طرح البرلمان الأوكراني مشروع مرسوم بشأن تعليق العلاقات الدبلوماسية مع الاتحاد الروسي، ردًا على التدخل العسكري الروسي. وعلى الرغم من أن هذا التعليق لم يتحقق، فإن المسؤول الأوكراني دميترو كوليبا (الممثل الدائم لأوكرانيا لدى مجلس أوروبا) اعترف في أوائل أبريل 2016 بتخفيض العلاقات الدبلوماسية «إلى الصفر تقريبًا». في أواخر عام 2017، صرح وزير الخارجية الأوكراني بافلو كليمكين أنه «من حيث المضمون لا توجد علاقات دبلوماسية مع روسيا».
في 5 أكتوبر 2016، أوصت وزارة خارجية أوكرانيا رسميًا مواطنيها بتجنب أي نوع من السفر إلى روسيا أو العبور عبر أراضيها. واستشهدت الوزارة بالعدد المتزايد لعمليات التوقيف الباطلة والتي نفذتها قوى الأمن الروسية ضد المواطنين الأوكرانيين الذين يُقال أنهم كثيرًا ما «يعاملون بوقاحة باستخدام أساليب غير قانونية للضغط الجسدي والنفسي والتعذيب وأفعال أخرى تنتهك حقوق الإنسان وكرامته».
في مارس 2014،  بدأت أوكرانيا بحظر عدة قنوات تلفزيونية روسية من البث في أوكرانيا،  وأتبعت ذلك في فبراير 2015 بحظر عرض «الأعمال السمعية والبصرية» التي تحتوي على «الترويج، أو الدعاية أو التحريض لصالح أي عمل تقوم به وكالات الأمن الروسية أو القوات المسلحة، أو غيرها من القوات العسكرية أو الأمنية الأخرى للدولة المحتلة».  بعد مرور عام واحد، انخفضت الأعمال الروسية (على التلفزيون الأوكراني) بنسبة 3 إلى 4 (مرات). في العام 2015، بدأت أوكرانيا بحظر الفنانين الروس من دخول أوكرانيا وحظرت الأعمال الثقافية الروسية الأخرى من البلاد أيضًا باعتبارها «تهديدًا للأمن القومي». (بعد حادثة مضيق كيرتش) اعتبارًا من 30 نوفمبر، منعت أوكرانيا جميع الرجال الروس الذين تتراوح أعمارهم بين 16 و 60 عامًا من دخول البلاد باستثناءات لأغراض إنسانية، بدعوى أن هذا إجراء أمني. كرد فعل آخر على حادثة مضيق كيرتش، فرضت أوكرانيا فترة من الأحكام العرفية لمدة 30 يومًا بدأت في 26 نوفمبر في 10 أقاليم حدودية أوكرانية (مناطق). طُبقت الأحكام العرفية لأن الرئيس الأوكراني بترو بوروشينكو زعم أن هناك تهديدًا بقيام «حرب شاملة» مع روسيا.

## مقارنة بين البلدين
هذه مقارنة عامة ومرجعية للدولتين:
| وجه المقارنة                                              | أوكرانيا                                   | روسيا                                   |
| --------------------------------------------------------- | ------------------------------------------ | --------------------------------------- |
| المساحة (كم2)                                             | 603.63 ألف                                 | 17.08 مليون                             |
| عدد السكان (نسمة)                                         | 45.55 مليون                                | 146.80 مليون                            |
| الكثافة السكانية (ن./كم²)                                 | 75.46                                      | 8.59                                    |
| العاصمة                                                   | كييف                                       | موسكو                                   |
| اللغة الرسمية                                             | اللغة الأوكرانية                           | اللغة الروسية                           |
| العملة                                                    | هريفنا أوكرانية                            | روبل روسي                               |
| الناتج المحلي الإجمالي (بليون دولار)                      | 112.15 مليار                               | 1.58 تريليون                            |
| الناتج المحلي الإجمالي (تعادل القوة الشرائية) بليون دولار | 352.98 مليار                               | 3.69 تريليون                            |
| الناتج المحلي الإجمالي الاسمي للفرد دولار أمريكي          | 2.11 ألف                                   | 9.09 ألف                                |
| الناتج المحلي الإجمالي للفرد دولار أمريكي                 | 8.66 ألف                                   |                                         |
| مؤشر التنمية البشرية                                      | 0.747                                      | 0.798                                   |
| رمز المكالمات الدولي                                      | +380                                       | +7                                      |
| رمز الإنترنت                                              | .ua، .укр ‏                                 | .ru، .рф، .рус ‏، .su                    |
| المنطقة الزمنية                                           | ت ع م+02:00، ت ع م+03:00، توقيت شرق أوروبا | Magadan Time ‏، ت ع م+02:00، ت ع م+12:00 |

## العلاقات الحالية

### عقد 2020
كجزء من الحرب المستمرة في دونباس، تصاعد القتال في الربع الأول من عام 2021، مع مقتل 25 جنديًا أوكرانيًا في الصراع، مقارنة بـ 50 جنديًا أوكرانيًا لقوا حتفهم في عام 2020 وفقًا للسلطات الأوكرانية. في أواخر مارس 2021، ذُكر حدوث تحركات كبيرة للمعدات العسكرية في مناطق مختلفة داخل روسيا، مع توجه تلك المعدات إلى شبه جزيرة القرم، وأقاليم روستوف وفورونيغ. أشارت معلومات استخباراتية مختلفة في الأشهر التالية، بما في ذلك بيان من وكالة الأنباء الروسية تاس، إلى أن عدد القوات الموجودة في المنطقة العسكرية الجنوبية بالنسبة لمنطقة الصراع في دونباس يتراوح بين 85.000 إلى 90.000.
على الرغم من تطمينات مسؤول حكومي روسي بأن هذه القوات لا تشكل أي تهديد، صرّح المسؤول الروسي دميتري كوزاك أن القوات الروسية ستعمل للدفاع عن المواطنين الروس في أوكرانيا، وأي تصعيد سيؤدي إلى (بداية النهاية بالنسبة لأوكرانيا). أدلى سياسيون آخرون مثل المستشارة الألمانية أنجيلا ميركل والصحفية في البيت الأبيض بالولايات المتحدة جين باساكي بتعليقاتٍ مختلفة، واتصلت ميركل هاتفيًا ببوتين للمطالبة بإلغاء التعزيزات، ووُصف الحشد بأنه الأكبر منذ 2014. في أواخر أكتوبر، أفادت وكالة الأنباء الروسية تاس بحدوث تدريبات ضخمة في منطقة أستراخان شارك فيها أكثر من 1000 فرد و300 قطعة من المعدات العسكرية، مع وجود أنظمة صواريخ بوك، إس -300، وتور. إم 2.
في 7 ديسمبر 2021، تحدث الرئيس الأمريكي جو بايدن مع الرئيس الروسي فلاديمير بوتين فيما يتعلق بتعزيز الوجود العسكري الروسي وزيادة التوترات على الحدود الأوكرانية ردًا على نية أوكرانيا الانضمام إلى الناتو، والتي وصفها بوتين بأنها (تهديد أمني). تتماشى هذه التوترات أيضًا مع انتخاب فولوديمير زيلينسكي، الذي عارض التعدي الروسي على السيادة الأوكرانية. خلال المؤتمر هذا، وصف بوتين النشاط العسكري الغربي في أوكرانيا بأنه يقترب من الخطوط الحمراء، مكررًا التهديد ضد الأمن القومي الروسي. ردّ بايدن بالقول إن الولايات المتحدة مستعدة لفرض عقوبات اقتصادية مختلفة أكثر ضررًا من عقوبات ضم ما بعد القرم إذا اتخذت روسيا إجراءات عسكرية، ومع ذلك، يخشى القادة الأوروبيون أن تؤدي هذه الخطوة إلى رد أكثر قسوة من روسيا.
في 9 ديسمبر 2021، وقع حادث يتعلق بسفينة القيادة الأوكرانية دونباس، التي أبحرت من ميناء ماريوبول في الساعة 09:12 بتوقيت موسكو، متجهة نحو مضيق كيرتش (المياه الداخلية المشتركة لروسيا وأوكرانيا، بموجب معاهدة). طبقًا لـ إف إس بي، لم تستجب السفينة لطلبِ تغيير مسارها، لكنها عادت فيما بعد. ووصفت وزارة الخارجية الروسية هذا الحادث بأنه استفزاز، بينما رفضت أوكرانيا الشكاوي الروسية واعتبرتها جزءًا من الهجوم الإعلامي على كييف.
في نفس اليوم، اتصل جو بايدن بالرئيس الأوكراني فولوديمير زيلينسكي بشأن التوترات في منطقة دونباس والإصلاح الداخلي في أوكرانيا، إذ أصدر زيلينسكي بيانًا شكر فيه بايدن على الدعم القوي. وقالت الصحفية في البيت الأبيض، جين باساكي، للصحفيين إن نية الرئيس الدخول في هذه المكالمة كانت تزويد الرئيس زيلينسكي بآخر المستجدات بشأن مكالمته مع الرئيس بوتين والتأكيد على دعم سيادة أوكرانيا وسلامة أراضيها. على الرغم من هذه التأكيدات، شدّد بايدن على أن فكرة استخدام الولايات المتحدة القوة من جانب واحد لمواجهة روسيا من غزو أوكرانيا ليست … واردة في الوقت الحالي. لكن إذا قامت روسيا بغزو أوكرانيا، فستكون هناك عواقب وخيمة.
السيناتور الأمريكي بوب مينينديز، رئيس لجنة العلاقات الخارجية بمجلس الشيوخ، اقترح مرة أخرى فكرة العقوبات الشديدة، وكرّر إمكانية استبعاد روسيا من نظام سويفت، قائلًا إن: بوتين نفسه، بالإضافة إلى دائرته الداخلية، سيفقدونَ إمكانية الوصول إلى الحسابات المصرفية في الغرب. وستُعزل روسيا فعليًا عن النظام الاقتصادي الدولي. كما حذّر المستشار الألماني أولاف شولز من عواقب بالنسبة لخط أنابيب نورد ستريم 2، وهو مشروع خط أنابيب غاز روسي تديره شركة غازبروم التابعة المملوكة بالكامل لشركة نورد ستريم إيه جي 2، وهي الشركة الشقيقة لشركة نورد ستريم إيه جي، والتي تعطي الغاز الطبيعي إلى ألمانيا. بينما استبعد بايدن إمكانية التدخل العسكري الأمريكي المباشر في أوكرانيا، ذكر أن الولايات المتحدة قد تكون مطالبة بتعزيز وجودها في دول الناتو لطمأنة تلك الموجودة على الجبهة الشرقية بشكل خاص. قال الجنرال الأوكراني كيريلو بودانوف في حديث لصحيفة نيويورك تايمز: لا توجد موارد عسكرية كافية لصد هجوم واسع النطاق من جانب روسيا إذا بدأ بدون دعم قوات إضافية، وأنه: بدون تسليم الاحتياطيات، لا يوجد جيش في العالم يمكنه الصمود.

## الحدود
تشترك روسيا مع أوكرانيا في حدود 2.295 كيلومترًا (1426 ميل). في عام 2014، كشفت الحكومة الأوكرانية عن خطة لبناء نظام دفاعي وجدار على طول الحدود مع روسيا، أُطلق عليه اسم (مشروع الجدار). كان من المتوقع أن يكلف نحو 520 مليون دولار، ويستغرق إكماله أربع سنوات، وكان قيد الإنشاء اعتبارًا من عام 2015. في يونيو 2020، توقع حرس الحدود الأوكراني أن المشروع سينتهي بحلول عام 2025.
في 1 يناير 2018، أدخلت أوكرانيا ضوابط للروس الذين يدخلون البلاد. في 22 مارس 2018، وقّع الرئيس الأوكراني بيترو بوروشينكو مرسومًا يلزم المواطنين الروس والأفراد عديمي الجنسية، بإخطار السلطات الأوكرانية مسبقًا بأسباب سفرهم إلى أوكرانيا.
منذ 30 نوفمبر 2018، حظرت أوكرانيا على جميع الرجال الروس الذين تتراوح أعمارهم بين 16 و60 عامًا دخول البلاد باستثناءات لأغراض إنسانية.

## صناعة الأسلحة والطيران
ظل قطاعا الأسلحة والطيران الأوكراني والروسي متحدين بعد تفكك الاتحاد السوفيتي. أوكرانيا هي ثامن أكبر مصدر للأسلحة في العالم وفقًا لمعهد ستوكهولم الدولي لأبحاث السلام، ووفقًا للمحللين الذين استشهدت بهم صحيفة واشنطن بوست فقد تدفقت نحو 70% من صادرات أوكرانيا المتعلقة بالدفاع إلى روسيا قبل عام 2014، أو نحو من مليار دولار أمريكي. شملت الصادرات من أوكرانيا إلى روسيا 300-350 محرك طائرات هليكوبتر سنويًا بالإضافة إلى محركات طائرات أخرى متنوعة، والصواريخ الباليستية العابرة للقارات، وأنظمة توجيه الصواريخ من المصانع في خاركيف، و20% من اليورانيوم الروسي. الاستهلاك من المناجم في جوفتي فودي، 60% من التروس تستخدم في السفن الحربية الروسية المخطط لها من الشركات المصنعة ميكولايف، والنفط والغاز من بحر آزوف.
في مارس 2014، أثناء أزمة القرم 2014، منعت أوكرانيا جميع صادرات الأسلحة والمعدات العسكرية إلى روسيا. اعتقدت مجموعة جين للمعلومات (في 31 مارس 2014) أنه رغم تناقص الإمدادات بسبب الحظر الأوكراني، فمن غير المرجح أن تلحق أي ضرر حقيقي بالجيش الروسي.

## مدن متوأمة
في ما يلي قائمة باتفاقيات التوأمة بين مدن أوكرانية وروسية:
- ترتبط كيرتش مع سمولينسك باتفاقية توأمة.
- ترتبط بريلوكي مع بيلغورود باتفاقية توأمة.
- ترتبط كريمنشوك مع نوفوموسكوفسك باتفاقية توأمة منذ 2012.[72]
- ترتبط أنتراتسيت مع تاغانروغ باتفاقية توأمة.
- ترتبط ماريوبول مع تاغانروغ باتفاقية توأمة منذ 26 ديسمبر 2008.
- ترتبط إزيوم مع كراسنوغورسك باتفاقية توأمة.
- ترتبط فينيتسا مع ليبيتسك باتفاقية توأمة منذ 1991.[73][73][73][73]
- ترتبط لوهانسك مع روستوف على نهر الدون باتفاقية توأمة منذ 24 يناير 2014.[74][74][74][74]
- ترتبط تشرنيغوف مع مايتشي باتفاقية توأمة منذ 1 سبتمبر 2007.[75][75][75][75]
- ترتبط سيفاستوبول مع سانت بطرسبرغ باتفاقية توأمة.
- ترتبط أوجهورود مع موسكو باتفاقية توأمة منذ 1971.
- ترتبط لفيف مع سانت بطرسبرغ باتفاقية توأمة منذ 1989.[76][76][76][77]
- ترتبط فاستيف مع تشيخوف باتفاقية توأمة.
- ترتبط Novopskov [الإنجليزية]‏ مع Kamenka, Kamensky District, Voronezh Oblast [الإنجليزية]‏ باتفاقية توأمة.
- ترتبط Koziatyn [الإنجليزية]‏ مع كراسنوغورسك باتفاقية توأمة.
- ترتبط دنيبرو مع كراسنويارسك باتفاقية توأمة منذ 2007.
- ترتبط تشيرنوفتسي مع بريانسك باتفاقية توأمة منذ 14 أكتوبر 2012.[78][79][80][81]
- ترتبط فيودوسيا مع كورسك باتفاقية توأمة.
- ترتبط Khartsyzk [الإنجليزية]‏ مع تاغانروغ باتفاقية توأمة.
- ترتبط ألوشتا مع دوبنا باتفاقية توأمة.
- ترتبط دولينا مع ساكي باتفاقية توأمة.
- ترتبط سيمفروبول مع موسكو باتفاقية توأمة منذ 1991.
- ترتبط ميكولايف مع موسكو باتفاقية توأمة منذ 1995.
- ترتبط بيرديانسك مع أودينتسوفو باتفاقية توأمة.
- ترتبط أوبوخيف مع توسنو باتفاقية توأمة.
- ترتبط بيلوهيرسك مع بيلوغورسك باتفاقية توأمة منذ 2017.
- ترتبط يالطا مع موسكو باتفاقية توأمة منذ 2008.[82][82][82][82]
- ترتبط خميلنيتسكي مع تفير باتفاقية توأمة.
- ترتبط خيرسون مع كالينينغراد باتفاقية توأمة منذ 2002.
- ترتبط فيشهورود مع بيلغورود باتفاقية توأمة.
- ترتبط كورستين مع نويابرسك باتفاقية توأمة.
- ترتبط إيفباتوريا مع فولوغدا باتفاقية توأمة منذ 28 مايو 2014.
- ترتبط كريفي ريه مع نيجني تاجيل باتفاقية توأمة.[83]
- ترتبط مقاطعة باغجه سراي [الإنجليزية]‏ مع مايتشي باتفاقية توأمة منذ 27 يوليو 2015.
- ترتبط خاركيف مع موسكو باتفاقية توأمة منذ 23 أبريل 2001.[84][84][84][84]
- ترتبط سميلا مع رجيف باتفاقية توأمة.
- ترتبط بوديلسك مع كوتوفسك باتفاقية توأمة.
- ترتبط أوديسا مع غروزني باتفاقية توأمة منذ 1968.[85][85][85][85]
- ترتبط سومي مع كورسك باتفاقية توأمة منذ 2006.[86][86][87][87]
- ترتبط دونيتسك مع موسكو باتفاقية توأمة منذ 1987.
- ترتبط زاباروجيا مع نوفوكوزنتسك باتفاقية توأمة منذ 16 أكتوبر 1997.[88][88][89][89]
- ترتبط ميليتوبول مع Akademichesky District [الإنجليزية]‏ باتفاقية توأمة.
- ترتبط كييف مع سانت بطرسبرغ باتفاقية توأمة منذ 1995.[90][90][91][92]

## منظمات دولية مشتركة
يشترك البلدان في عضوية مجموعة من المنظمات الدولية، منها:
| علم المنظمة | اسم المنظمة                          | تاريخ انضمام أوكرانيا | تاريخ انضمام روسيا |
| ----------- | ------------------------------------ | --------------------- | ------------------ |
|             | المنظمة الهيدروغرافية الدولية        | ?                     | ?                  |
|             | منظمة الشرطة الجنائية الدولية        | ?                     | 27 سبتمبر 1990     |
|             | الاتحاد البريدي العالمي              | ?                     | ?                  |
|             | منظمة التجارة العالمية               | 16 مايو 2008          | 22 أغسطس 2012      |
|             | الفريق المعني برصد الأرض             | ?                     | ?                  |
|             | مجموعة الموردين النوويين             | ?                     | ?                  |
|             | مؤسسة التنمية الدولية                | 27 مايو 2004          | 16 يونيو 1992      |
|             | اتفاقية السماوات المفتوحة            | ?                     | ?                  |
|             | منظمة الأمن والتعاون في أوروبا       | 30 يناير 1992         | 1992               |
|             | مؤسسة التمويل الدولية                | 18 أكتوبر 1993        | 12 أبريل 1993      |
|             | مجلس أوروبا                          | 9 نوفمبر 1995         | 28 فبراير 1996     |
|             | منظمة حظر الأسلحة الكيميائية         | ?                     | ?                  |
|             | منظمة التعاون الاقتصادي للبحر الأسود | ?                     | 4 يونيو 1992       |
|             | الأمم المتحدة                        | 24 أكتوبر 1945        | 24 أكتوبر 1945     |
|             | الاتحاد الدولي للاتصالات             | 7 مايو 1947           | 1866               |
|             | البنك الدولي للإنشاء والتعمير        | 3 سبتمبر 1992         | 16 يونيو 1992      |
|             | وكالة ضمان الاستثمار متعدد الأطراف   | 19 يوليو 1994         | 29 ديسمبر 1992     |
|             | نظام تحكم تكنولوجيا القذائف          | 1998                  | 1995               |
|             | يونسكو                               | 12 مايو 1954          | 21 أبريل 1954      |